# Liam Delap
Liam Rory Delap (Winchester, 8 februari 2003) is een Engels voetballer die bij voorkeur als aanvaller speelt. Hij verruilde in juni 2025 Ipswich Town voor Chelsea. Hij is de zoon van voormalige profvoetballer Rory Delap.

## Clubcarrière

### Jeugd
Liam speelde in zijn jeugd bij Derby County, de club waar zijn vader doorbrak en later ook zijn coach werd. Met het U18 team van Derby County pakte hij de winst in de English Youth League U18 in het seizoen 2018/19. 

### Manchester City
Hierna maakte hij op 16-jarige leeftijd voor 1,3 miljoen euro de overstap naar de jeugd van Manchester City. In zijn eerste seizoen werd hij met Manchester City eveneens kampioen in de English Youth League U18. Nadat hij de overstap maakte naar het U21 team, werd er nog tweemaal het kampioenschap behaald. Bovendien werd Delap in zijn eerste seizoen in de onder 21-competitie topscorer met 24 doelpunten.
Zijn goede spel viel ook op bij Pep Guardiola. Op 24 september 2020 maakte Delap zijn debuut in de EFL Cup tegen AFC Bournemouth. Hij maakte het openingsdoelpunt en speelde 90 minuten in de met 2-1 gewonnen wedstrijd. In de volgende ronde zat hij wel bij de selectie, maar kwam hij verder niet tot speelminuten. Drie dagen na zijn debuut in de EFL Cup, debuteerde hij in de Premier League in de met 2-5 verloren wedstrijd tegen Leicester City. Hij viel na 51 minuten in voor Fernandinho. Ook maakte hij nog een paar minuten in de FA Cup, maar hij speelde voornamelijk voor het onder 21-team. In het seizoen 2021/22 mocht hij wederom enkele wedstrijden meedoen met het eerste elftal, maar maakte toch vooral zijn minuten bij het onder 21-team. Delap maakte wel zijn debuut in de Champions League, waar hij vijf minuten mee mocht voetballen tegen Sporting CP.  In juli 2022 zette hij zijn handtekening onder een nieuw contract, waarmee hij zich voor drie jaar verbond aan de club. 

### Verhuurperiodes
Op 17 augustus 2022 werd bekend dat Delap voor één seizoen werd gehuurd door Stoke City. Hier was zijn vader actief als assistent-trainer. Op 20 augustus maakte hij zijn debuut tegen Sunderland, welke met 0-1 werd verloren. Voor Stoke City kwam Delap tot 23 wedstrijden waarin hij goed was voor 3 doelpunten. Na een halfjaar werd hij teruggehaald naar Manchester City. Nadat hij teruggekeerd was naar Manchester City werd bekend dat hij de rest van het seizoen verhuurd zou worden aan Preston North End.   Hier zou hij uiteindelijk vijftien wedstrijden spelen, waarin hij goed was voor één doelpunt. 
Op 2 juli 2023 werd Delap voor een seizoen verhuurd aan Hull City.  Hij maakte zijn debuut op 5 augustus in de 2-1 nederlaag tegen Norwich City en scoorde de openingstreffer van de wedstrijd. Delap werd uitgeroepen tot Hull City's Speler van de maand voor december 2023. Met de club wisten ze net niet de play-off voor promotie naar de Premier League te halen. 

### Ipswich Town
Op 13 juli 2024 werd Liam Delap verkocht aan het net gepromoveerde Ipswich Town. Er werd ongeveer 18 miljoen euro voor hem betaald en hij tekende een contract voor vijf jaar.  Delap maakte zijn debuut voor Ipswich op 17 augustus in de wedstrijd tegen Liverpool, welke met 0-2 werd verloren. Hij speelde 74 minuten mee. Hij maakte zijn eerste doelpunt op 31 augustus in de wedstrijd tegen Fulham, die uiteindelijk in een 1-1 gelijkspel eindigde. In zijn eerste seizoen op het hoogste niveau van Engeland kende hij goede statistieken met 12 treffers in 37 duels. Desondanks eindigde hij met Ipswich Town in de degradatiezone.

### Chelsea
Delap maakte op 4 juni 2025 de overstap van het gedegradeerde Ipswich Town naar Chelsea, waar hij een contract tekende voor zes seizoenen. Delap maakte twaalf dagen later zijn debuut voor Chelsea in de openingswedstrijd van het FIFA-wereldkampioenschap voor clubs tegen Los Angeles FC. Hij gaf de assist op de 2-0 van Enzo Fernández, wat tevens de eindstand was. Zijn eerste doelpunt voor Chelsea scoorde hij op 24 juni tegen Espérance Sportive de Tunis in de laatste groepswedstrijd. Chelsea haalde de finale van het toernooi, waarin het met 3–0 won van Paris Saint-Germain. In dit duel kwam Delap als invaller binnen de lijnen.

## Clubstatistieken
| Seizoen         | Club                | Competitie      | Competitie | Competitie | Beker | Beker | Overig | Overig | Totaal | Totaal |
| Seizoen         | Club                | Competitie      | Wed.       | Dlp.       | Wed.  | Dlp.  | Wed.   | Dlp.   | Wed.   | Dlp.   |
| --------------- | ------------------- | --------------- | ---------- | ---------- | ----- | ----- | ------ | ------ | ------ | ------ |
| 2020/21         | Manchester City     | Premier League  | 1          | 0          | 2     | 1     | 0      | 0      | 3      | 1      |
| 2021/22         | Manchester City     | Premier League  | 1          | 0          | 1     | 0     | 1      | 0      | 3      | 0      |
| 2022/23         | → Stoke City        | Championship    | 22         | 3          | 1     | 0     | —      | —      | 23     | 3      |
| 2022/23         | → Preston North End | Championship    | 15         | 1          | 0     | 0     | —      | —      | 15     | 1      |
| 2023/24         | → Hull City         | Championship    | 31         | 8          | 1     | 0     | —      | —      | 32     | 8      |
| 2024/25         | Ipswich Town        | Premier League  | 37         | 12         | 3     | 0     | —      | —      | 40     | 12     |
| 2024/25         | Chelsea             | Premier League  | 0          | 0          | 0     | 0     | 1      | 0      | 1      | 0      |
| Carrière totaal | Carrière totaal     | Carrière totaal | 107        | 24         | 8     | 1     | 2      | 0      | 117    | 25     |

Bijgewerkt op 17 juni 2025.
1 Sánchez ·
2 Disasi ·
3 Cucurella ·
4 Adarabioyo ·
5 Badiashile ·
6 Colwill ·
7 Neto ·
8 Fernández ·
10 Moedryk ·
11 Madueke ·
12 Jörgensen ·
13 Bettinelli ·
14 Félix ·
15 Jackson ·
17 Chukwuemeka ·
18 Nkunku ·
19 Sancho ·
20 Palmer ·
21 Chilwell ·
22 Dewsbury-Hall ·
24 James  ·
25 Caicedo ·
27 Gusto ·
29 W. Fofana ·
31 Casadei ·
38 Guiu ·
40 Veiga ·
45 Lavia ·
47 Bergström ·
Coach: Maresca